# 유리 가브릴로프
| 이 사람의 이름은 동슬라브어군 이름입니다. 첫 번째 성은 가브릴로프 이며 부칭은 바실례비치 입니다. |

유리 바실례비치 가브릴로프(러시아어: Юрий Васильевич Гаврилов, 1953년 5월 3일, 모스크바 주 세툰 ~)는 러시아의 축구 감독이자 전직 축구 선수로, 현역 시절 디나모 모스크바와 스파르타크 모스크바에서 활약했다.
그는 소련 국가대표팀 일원으로 46번의 경기에 출전해 10골을 넣었다. 그는 1980년 하계 올림픽과 스페인에서 열린 1982년 월드컵에서 소련을 대표로 참가했다. 그는 콘스탄틴 베스코프의 "공을 가지고 무엇을 할 줄 모른다면, 가브릴로프에게 넘기면 됩니다"와 같은 명언처럼 창의적인 기술력으로 회자되었다. 유리 가브릴로프는 모스크바에 스비아토고르 축구 교실을 운영하고 있다.

## 경력
가브릴로프는 7세 때 이스크라 모스크바 축구 학교에 입학하면서 축구를 시작했다. 그는 이스크라 경기장에서 다른 소년들과 뛰다가 교육 기관장의 추천으로 입학했다. 그는 19세가 되었을 때, 콘스탄틴 베스코프를 따라 아마추어 구단인 이스크라 모스크바에서 디나모 모스크바로 이적했다. 그러나, 디나모는 1970년대에 쟁쟁한 선수들이 많아 디나모 선수단 1군에 자리를 잡기에는 역부족이었다.
가브릴로프는 이후 콘스탄틴 베스코프를 다시 따라 1977년에 스파르타크 모스크바에 입단했다. 가브릴로프는 스파르타크 모스크바의 주 플레이메이커로서, 베스코프가 구축한 선수단에 최적화되었다. 디나모에서 측면을 맡았던 가브릴로프는 스파르타크에서 역할을 바꾸어 적응했고, 소련 역사상 가장 창의적인 미드필더로 손꼽히게 되었다.
그는 공을 물 흐르듯이 잘 넘겼고, 직접 득점에도 능했다. 가브릴로프는 소비에트 톱리그 득점왕으로도 2번 등극했고, 현역 시절에 총 140골을 기록했다.
현역 시절, 가브릴로프는 핀란드의 포린 팔로토베리트와 몰도바의 아그로 키시너우에서도 활약했다.
2001년, 가브릴로프는 콩고 민주 공화국 경기를 1경기 동안 이끌었다. 그는 코트디부아르와의 2002년 월드컵 예선전 경기에서 콩고 민주 공화국을 딱 1경기 지도했다.